# Csilla Madarász-Dobay
Csilla Madarász-Dobay (* 23. Juni 1943 in Budapest als Csilla Madarász; † 31. Dezember 2021) war eine ungarische Schwimmerin.

## Leben
Csilla Madarász stellte am 2. Juli 1960 mit einer Zeit von 1:02,9 Minuten einen neuen Europarekord über 100 Meter Freistil auf. Nur zwei Wochen später konnte sie diesen um 4 Hundertstel verbessern. Bei den Olympischen Spielen 1960 in Rom wurde sie im Wettkampf über 100 m Freistil Fünfte. In den Staffelwettkämpfen über 4 × 100 m Freistil sowie den 4 × 100 m Lagen belegte sie mit ihrer Nation den vierten respektive sechsten Platz. Ein Jahr später machte sie ihren Abschluss am Hámán Kató Leánygimnáziumban und gewann bei den Europameisterschaften 1962 mit der 4 × 100-m-Freistilstaffel die Bronzemedaille. Bei der Sommer-Universiade 1963 und 1965 gewann Madarász jeweils drei Goldmedaillen.
Auch bei den Olympischen Spielen 1964 konnte Madarász in jedem ihrer Wettkämpfe das Finale erreichen. So schwamm sie im Wettkampf über 100 m Freistil auf Rang sechs und wurde mit der 4 × 100 m Freistil Vierte. Im Staffelwettkampf über 4 × 100 m Lagen wurde die ungarische Staffel im Finale disqualifiziert.
Auf nationaler Ebene gewann Madarász 14 Meistertitel.
In den 1960er Jahren heiratete sie ihren Schwimmkollegen Gyula Dobay.